# Берестов, Фёдор Сергеевич
Фёдор Сергеевич Берестов (1921—1944) — Гвардии младший лейтенант Рабоче-крестьянской Красной Армии, участник Великой Отечественной войны, Герой Советского Союза (1945).

## Биография
Фёдор Берестов родился 10 января 1921 года в посёлке Глубокое (ныне — Восточно-Казахстанская область Казахстана) в крестьянской семье. Получил начальное образование, после чего работал в колхозе «Прогресс», был киномехаником, бензозаправщиком. В августе 1941 года был призван на службу в Рабоче-крестьянскую Красную Армию. С сентября того же года — на фронтах Великой Отечественной войны. Отличился во время освобождения Белорусской ССР и Прибалтики. К июню 1944 года гвардии сержант Фёдор Берестов командовал отделением 201-го гвардейского стрелкового полка, 67-й гвардейской стрелковой дивизии, 23-го гвардейского стрелкового корпуса, 6-й гвардейской армии, 1-го Прибалтийского фронта.
23 июня 1944 года в ходе боя в районе деревни Ратьково Шумилинского района Витебской области Берестов во главе своего отделения вклинился в оборону противника, где обнаружил дзот с пулемётом. Лично уничтожил его гранатами. 24 июня одним из первых в полку переправился через Западную Двину и уничтожил 8 вражеских солдат в рукопашной схватке. За эти бои Берестов был представлен командованием к присвоению звания Героя Советского Союза.
Позднее Берестов стал гвардии младшим лейтенантом, комсоргом батальона. В боях к северу от Шяуляя Берестов, заменив раненого командира роты, поднял её бойцов в атаку. В бою рота захватила деревню Дарменкай, 2 грузовых и 1 легковую автомашины, 2 штурмовых орудия, а также пленных.
27 октября 1944 года Берестов погиб в бою за освобождение города Приекуле Латвийской ССР. Похоронен в братской могиле в Приекуле.
Указом Президиума Верховного Совета СССР от 24 марта 1945 года за «образцовое выполнение заданий командования и проявленные мужество и героизм в боях с немецко-фашистскими захватчиками» гвардии сержант Фёдор Берестов посмертно был удостоен высокого звания Героя Советского Союза.
Был также награждён орденами Ленина, Красного Знамени, Отечественной войны 2-й степени. В посёлке Глубокое в его честь названа улица, на которой установлена мемориальная доска.